# HD26385
HD26385 — хімічно пекулярна зоря спектрального класу A0, що має видиму зоряну величину в смузі V приблизно  7,9.
Вона  розташована на відстані близько 728,0 світлових років від Сонця.

## Пекулярний хімічний вміст
Зоряна атмосфера HD26385 має підвищений вміст 
Si
.